# Steinkiste von La Mare ès Mauves
Die Steinkiste von La Mare ès Mauves (lokal als „The Cromlech“ bekannt) liegt etwa 200 m vom Strand auf dem Gelände des L’Ancresse Golf Clubs in Vale im Norden der Kanalinsel Guernsey.
Nur ein seltsam geformter Deckstein überlebte auf drei Tragsteinen ruhend. Mindestens ein weiterer Stein wurde seit der Entdeckung im Jahr 1837 entfernt. Die Steinkiste, um die einige große Steine liegen, die möglicherweise zu einem Steinkreis gehört haben, wurde 1837 und 1844 von Frederick Corbin Lukis (1788–1871) ausgegraben. Er fand eine Menge dickwandiger handgemachter Töpferware, die auf ein sehr frühes Datum weisen.
In der Nähe liegt der Dolmen La Varde und die Megalithen von La Platte Mare.